# تحريف مسار العدالة
تحريف مسار العدالة (بالإنجليزية: Perverting the course of justice)‏ هو جريمة ترتكب عندما يمنع الشخص من تحقيق العدالة على نفسه أو على طرف آخر. وفي إنجلترا وويلز تعتبر جريمة بموجب القانون العام، وتصل عقوبتها القصوى إلى السجن مدى الحياة. توجد نسخ قانونية للجريمة في أستراليا وكندا وأيرلندا ونيوزيلندا. المعادل الاسكتلندي هو إفشال غايات العدالة، على الرغم من أن اتهامات بمحاولة تحريف مسار العدالة قد أثيرت أيضًا في اسكتلندا، بينما نظيره الجنوب أفريقي هو إفشال أو عرقلة مسار العدالة . يوجد مفهوم مماثل في قانون الولايات المتحدة، هو إعاقة العدالة.

## إنجلترا وويلز
إن القيام بفعل يهدف إلى تحريف مسار العدالة العامة يعد جريمة بموجب القانون العام لإنجلترا وويلز.
إن تحريف مسار العدالة يمكن أن يكون بأحد ثلاثة أفعال:
- تلفيق الأدلة أو التخلص منها
- تخويف أو تهديد الشاهد أو المحلف
- تخويف القاضي أو تهديده

الجنائية أيضا هي:
1. التآمر مع شخص آخر لتحريف سير العدالة،
2. تحريف مسار العدالة

ويشار إلى هذه الجريمة وموضوع الأشكال المرتبطة بها من التآمر الجنائي على النحو التالي:
- تحريف مسار العدالة
- التدخل في إقامة العدل
- عرقلة سير العدالة
- إفشال المسار الصحيح للعدالة
- إفشال غايات العدالة
- إحداث الأذى العام[4]

تم وصف هذا الانتشار للأسماء البديلة بأنه "مربك إلى حد ما".
ويُشار أحيانًا إلى هذه الجريمة على أنها "محاولة تحريف مسار العدالة". من المحتمل أن يكون هذا مضللاً. إن محاولة تحريف مسار العدالة تعتبر جريمة جوهرية بموجب القانون العام وليست جريمة غير مكتملة. إنه ليس شكلاً من أشكال جريمة الشروع، وسيكون من الخطأ اتهامه بأنه مخالف للمادة 1 (1) من قانون الشروع الجنائي لعام 1981.
ولا تتم محاكمة هذه الجريمة إلا بناء على لائحة اتهام.